# Hypomicrogaster jocarae
Hypomicrogaster jocarae är en stekelart som först beskrevs av Muesebeck 1958.  Hypomicrogaster jocarae ingår i släktet Hypomicrogaster och familjen bracksteklar. Inga underarter finns listade i Catalogue of Life.